# Благодатов, Николай Иннокентьевич
Николай Иннокентьевич Благодатов (21 декабря 1937) — искусствовед, наиболее известный в России и за рубежом знаток и собиратель ленинградского неофициального искусства второй половины XX века, член Санкт-Петербургского отделения АИС.

## Биография
Родители: Иннокентий Иванович (1906—1962) — инженер-топограф; Мария Николаевна (1910—1996) — инженер-электрик; о. Иоанн Благодатов — дед по отцовской линии — протоиерей, доверенное лицо Патриарха Тихона; Георгий Иванович Благодатов — дядя по отцовской линии — музыкант, друг Хармса.
Николай Благодатов окончил в 1962 году СПб Государственный университет водных коммуникаций. В 1975 году увлекся коллекционированием произведений современного искусства. На данный момент его коллекция ленинградского неофициального искусства (1970—1990 гг.) является одной из самых значительных в России. С 1979 года пишет статьи об искусстве (более 250 статей). Как коллекционер, организатор и участник более 50 выставок, из них — 8 персональной коллекции.
Премия «Люди нашего города» (2001) в номинации «Коллекционер года». Диплом товарищества «Свободная культура» за вклад в сохранение наследия Санкт-Петербурга художников-нонконформистов.
Член секции критики и искусствоведения СПб Союза Художников России; член Санкт-Петербургской Академии современного искусства бессмертных.
Увлекается игрой на рояле.